# Ilja Profatiłow
Ilja Iwanowicz Profatiłow (ros. Илья Иванович Профатилов, ur. 1906, zm. 1975) – radziecki polityk, członek KC KP(b)U (1949-1952), I sekretarz Wołyńskiego Komitetu Obwodowego KP(b)U (1944-1951).
Od 1926 w WKP(b), 1939 zastępca kierownika Wydziału Rolnego KC KP(b)U, od 17 maja 1940 do 25 stycznia 1949 członek Komisji Rewizyjnej KP(b)U. Od 1942 do 1943 sekretarz, a od 1943 do marca 1944 II sekretarz Komitetu Obwodowego KP(b)U w Charkowie, od marca 1944 do 1951 I sekretarz Wołyńskiego Komitetu Obwodowego KP(b)U. Od 28 stycznia 1949 do 23 września 1952 członek KC KP(b)U, od 1951 do września 1952 I sekretarz Komitetu Obwodowego KP(b)U w Tarnopolu, 1956-1962 zastępca ministra gospodarki rolnej Ukraińskiej SRR, 1962-1965 zastępca ministra produkcji i skupu płodów rolnych Ukraińskiej SRR, 1965-1969 ponownie zastępca ministra gospodarki rolnej Ukraińskiej SRR. 7 lutego 1939 odznaczony Orderem Czerwonego Sztandaru Pracy.